# Hans-Jürgen Krumm

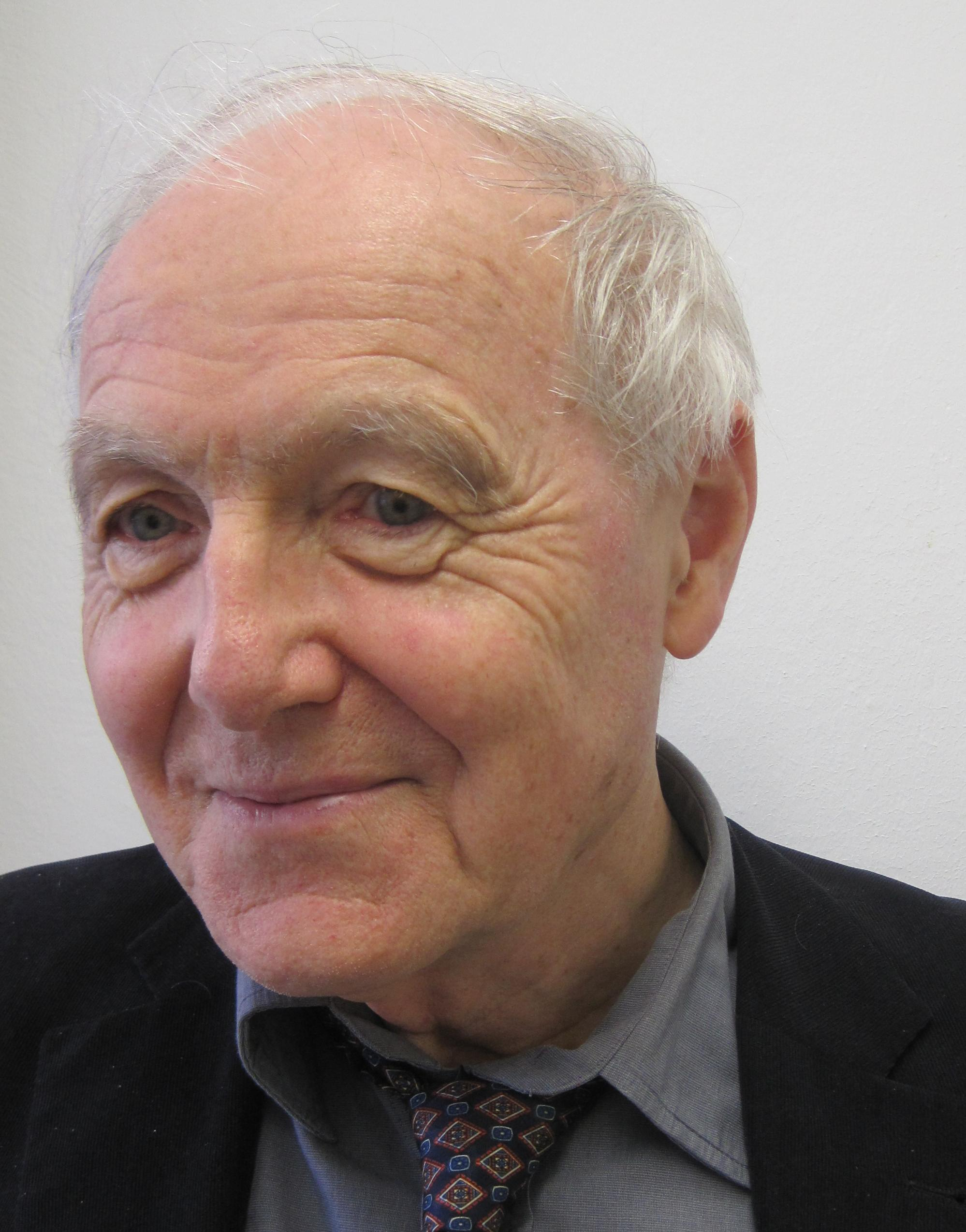
Hans-Jürgen Krumm (2013)

Hans-Jürgen Krumm (* 19. Juli 1942 in Wuppertal) ist ein deutsch-österreichischer Germanist und Sprachlehr- und Sprachlernforscher.

## Beruflicher Werdegang
Hans-Jürgen Krumm studierte Germanistik, Anglistik, Philosophie, Pädagogik und Pädagogische Psychologie an der Universität Tübingen; er war Stipendiat des Evangelischen Studienwerks Villigst, des Begabtenförderungswerks der evangelischen Kirche.
Staatsexamen (1969) und Promotion (1972) an der Universität Tübingen, wo er 1969 bis 1975 als Wiss. Assistent am Zentrum für neue Lernverfahren tätig war und das erste Sprachlabor der Universität einrichtete.
Als einer der ersten Professoren für Sprachlehrforschung und Deutsch als Zweitsprache war er von 1975 bis 1993 an der Universität Hamburg Mitbegründer des Faches im deutschsprachigen Raum. Hier zählten der Aufbau und die Leitung des Zentralen Fremdspracheninstituts und die Einrichtung eines Magisterstudiums für Sprachlehrforschung sowie der „Zusatzausbildung für Lehrer von Schülern verschiedener Muttersprachen“ (gemeinsam mit Ursula Neumann) zu seinen wichtigsten Aktivitäten.
1980 war er Mitbegründer und bis 2012 Mitorganisator der Frühjahrskonferenzen zur Erforschung des Fremdsprachenunterrichts.
Von 1982 bis 1990 führte er Graduiertenkolloquien am Inter-University Centre for Postgraduate Studies in Dubrovnik/Jugoslawien durch. Von 1979 bis 1982 war Krumm Sprecher (Dekan) des Fachbereichs Sprachwissenschaften, von 1983 bis 1993 gehörte er dem Akademischen Senat der Universität Hamburg an.
Seit 1969 arbeitet er mit dem Goethe-Institut, zunächst im Bereich von Unterrichtstechnologie und Sprachdidaktik, später beim Aufbau einer Dozentenausbildung und -fortbildung für Deutsch als Fremdsprache zusammen. Von 1976 bis 2008 war er Mitglied, 1992 bis 2005 Vorsitzender des Beirats Deutsch als Fremdsprache beziehungsweise des Beirats Sprache des Goethe-Instituts.
Von 1993 bis 2010 war Krumm als Universitätsprofessor und Lehrstuhlleiter für Deutsch als Fremdsprache am Institut für Germanistik der Universität Wien tätig und damit erster Hochschullehrer für dieses Gebiet in Österreich. Daneben hatte er Gastprofessuren, Kurzzeitdozenturen und Forschungsaufenthalte u. a. in Amsterdam (Vrije Universitet); Coimbra, Portugal; Bandung und Jakarta, Indonesien; Göteborg, Schweden; Mendoza, Argentinien; Warschau, Polen.
Seit 1. Oktober 2010 ist Hans-Jürgen Krumm Professor emeritus an der Universität Wien.
Von 2010 bis 2020 standen die folgenden Projekte im Zentrum seiner Arbeit:
- Erarbeitung des Fachlexikons Deutsch als Fremd- und Zweitsprache (Francke Verlag 2010) zusammen mit Hans Barkowski
- Geschäftsführender Herausgeber für die Neubearbeitung von Deutsch als Fremd- und Zweitsprache. Ein internationales Handbuch (De Gruyter Verlag 2010) zusammen mit Christian Fandrych, Britta Hufeisen und Claudia Riemer
- Entwicklung eines „Curriculum Mehrsprachigkeit“ im Auftrag des Bundesministeriums für Unterricht, Kunst und Kultur zusammen mit Hans Reich (†)
- Wissenschaftliche Leitung des Kooperationsprojektes von Indira Gandhi National Open University, Max Mueller Bhavan (Goethe-Institut Neu-Delhi) und Universität Wien zur Entwicklung eines Diploma in Teaching German as a Foreign Language für die Ausbildung von Deutschlehrkräften in Indien

Sommersemester 2013: Gastprofessor am Institut für Sprechwissenschaft und Phonetik der Martin-Luther-Universität Halle.
Seit 2013 (Stand: 2025) hält er Vorlesungseinheiten zum Thema 'Sprachenpolitik' im Rahmen der "Einführung in Deutsch als Fremd-und Zweitsprache (DaF/Z)" Vorlesung an der Universität Wien.

### Mitgliedschaft und Vorsitz in Fachbeiräten und Gutachtergruppen
- Prüfungsgruppe des Schwerpunkts „Sprachlehrforschung“ und des Schwerpunkts „Folgen der Arbeitsmigration für Bildung und Erziehung“ der Deutschen Forschungsgemeinschaft (1974–1994)
- Vorsitzender der Fachgruppe Deutsch als Fremdsprache im Fachverband Moderne Fremdsprachen (1982–1994)
- Kuratorium für das Österreichische Sprachdiplom Deutsch (seit 1994)
- Fachbeirat des Sprachenzentrums der Universität Wien (bis 2010)
- Jurymitglied beim Europäischen Gütesiegel für innovative Fremdsprachenprojekte in Österreich (2007–2010)
- Österreichisches Sprachenkomitee (seit 2003)
- Vorsitzender des Fachbeirats des Österreich Instituts (1996–2012)
- Fachbeirat Norwegian National Centre for Foreign Languages in Education
- Beirat „Sprache“ des Goethe-Instituts: Mitglied (1976–2008); Vorsitzender (1992–2005)
- Netzwerk SprachenRechte
- Alternativer ExpertInnenrat für Migration, Integration und Gleichstellung (gegr. 2012, SOS-Mitmensch)

### Mitarbeit als Experte des Europarats
- Language Education Policy Profile (Experte für Polen, Mitautor des Länderberichts Österreich) 2006 bis 2009
- Arbeitsgruppe „Languages and the integration of adult migrants“ (seit 2006)
- Mitarbeit an der Entwicklung des Toolkits „Language Support for Adult Refugees“ (Sprachunterstützung für erwachsene Flüchtlinge - Handreichungen des Europarats) 2015–2017: www.coe.int/lang-refugees

## Auszeichnungen
- 1994: Ernennung zum Ehrenmitglied des Internationalen Deutschlehrerverbandes (IDV)
- 2002: Verleihung der Ehrenstatuette des Polnischen Germanisten- und Deutschlehrerverbandes
- 2008: Verleihung des österreichischen Bundes-Ehrenzeichens für Verdienste um den Interkulturellen Dialog
- 2015: Ernennung zum Ehrenmitglied des Ungarischen Deutschlehrerverbandes (UDV)

## Publikationen

### Ausgewählte Titel
- Hans-Jürgen Krumm: Sprachenpolitik. Deutsch als Fremd- und Zweitsprache. Eine Einführung. Erich Schmidt Verlag, Berlin 2021
- Jean-Claude Beacco, Hans-Jürgen Krumm, David Little, Philipp Thalgott (Hrsg.): On behalf of Council of Europe: The Linguistic Integration of Adult Migrants - Some Lessons from research / L'integration linguistique des migrants adults - Les enseignements de la recherché. De Gruyter, Berlin/Boston 2017
- Hans-Jürgen Krumm mit K.-R. Bausch, H. Christ, W. Hüllen: Handbuch Fremdsprachenunterricht. Francke, Tübingen 1989; Überarbeitung 3. Auflage; Neubearbeitung 4. Auflage (Bausch, Christ, Krumm). 5. Auflage 2007. Neubearbeitung (6. Auflage) mit E. Buswitz-Melzer, G. Mehlhorn, C. Riemer, K.-R. Bausch, Francke, Tübingen 2016
- Hans-Jürgen Krumm mit F. Grucza, B. Grucza: Beiträge zur wissenschaftlichen Fundierung der Ausbildung von Fremdsprachenlehrern. Universitätsverlag, Warszawa 1993
- Hans-Jürgen Krumm (Hrsg.): Sprachen – Brücken über Grenzen. Deutsch als Fremdsprache in Mittel- und Osteuropa. Eviva, Wien 1999
- Hans-Jürgen Krumm (Hrsg.): Die Sprachen unserer Nachbarn – unsere Sprachen. Eviva, Wien 1999
- Hans-Jürgen Krumm, G. Helbig, L. Götze, G. Henrici (Hrsg.): Deutsch als Fremdsprache. Ein internationales Handbuch. De Gruyter, Berlin 2001
- Hans-Jürgen Krumm: Kinder und ihre Sprachen – lebendige Mehrsprachigkeit. Eviva, Wien 2001
- Hans-Jürgen Krumm (Hrsg.): Sprachenvielfalt. Babylonische Sprachverwirrung oder Mehrsprachigkeit als Chance? StudienVerlag, Innsbruck 2003
- Hans-Jürgen Krumm, J. Besters-Dilger, R. de Cillia, R. Rindler-Schjerve (Hrsg.): Mehrsprachigkeit in der erweiterten Europäischen Union / Multilingualism in the enlarged European Union / Multilinguisme dans l’Union Européenne élargie. Drava, Klagenfurt 2003
- Hans-Jürgen Krumm, R. de Cillia, Ruth Wodak (Hrsg.): Die Kosten der Mehrsprachigkeit. Globalisierung und sprachliche Vielfalt / The Cost of Multilingualism. Globalisation and Linguistic Diversity. Verlag der österreichischen Akademie der Wissenschaften, Wien 2003
- Hans-Jürgen Krumm, R. Esser (Hrsg.): Bausteine für Babylon: Sprache, Kultur, Unterricht. Festschrift zum 60. Geburtstag von Hans Barkowski. Iudicium, München 2007
- Hans-Jürgen Krumm, H. Barkowski (Hrsg.): Fachlexikon Deutsch als Fremd- und Zweitsprache. Francke, Tübingen 2010
- Hans-Jürgen Krumm, C. Fandrych, B. Hufeisen, C. Riemer (Hrsg.): Deutsch als Fremd- und Zweitsprache. De Gruyter, Berlin 2010
- Hans H. Reich, Hans-Jürgen Krumm: Sprachbildung und Mehrsprachigkeit. Ein Curriculum zur Wahrnehmung und Bewältigung sprachlicher Vielfalt im Unterricht. Waxmann, Münster 2013

### Mitherausgeberschaft von Zeitschriften und Reihen in Auswahl
- Unterrichtswissenschaft. Zeitschrift für Lernforschung (Schriftleitung 1973–1987; Mitherausgeber 1975–1993)
- Fremdsprache Deutsch (1989–2008)
- Jahrbuch Deutsch als Fremdsprache / Intercultural German Studies (seit Gründung 1975–2018)
- Theorie und Praxis. Österreichische Beiträge zu Deutsch als Fremdsprache (seit Gründung 1997 zusammen mit Paul Portmann-Tselikas bis 2014)